# Lekkoatletyka na Timorze Wschodnim
Lekkoatletyka na Timorze Wschodnim jest uprawiana przez niewielką liczbę osób, stąd też wyniki przez nich uzyskiwane są bardzo słabe. Organem odpowiedzialnym za popularyzację i rozwój lekkoatletyki w kraju jest Federaçao Timor-Leste de Atletismo.
Timor Wschodni członkiem IAAF został 20 sierpnia 2003 roku.

## Rekordy kraju

### kobiety
| konkurencja    | zawodniczka                 | rezultat     | data                 | miasto   |
| -------------- | --------------------------- | ------------ | -------------------- | -------- |
| 100 m          | Jeseltina de Jesus Guterres | 13,57 s      | 21 maja 2001         | Darwin   |
| 200 m          | Jeseltina de Jesus Guterres | 28,30 s      | 20 maja 2001         | Darwin   |
| 400 m          | Odete Belo                  | 59,48 s      | 15 września 1996     | Dżakarta |
| 800 m          | Jeseltina                   | 2:08,07 min  | 26 stycznia 1991     | Bali     |
| 1500 m         | Agueda Amaral               | 4:37,30 min  | 16 lipca 1988        | Dżakarta |
| 3000 m         | Agueda Amaral               | 9:41,94 min  | 3 grudnia 1991       | Dżakarta |
| 5000 m         | Agueda Amaral               | 17:08,87 min | 24 października 1989 | Dżakarta |
| 10 000 m       | Agueda Amaral               | 34:04,17 min | wrzesień 1988        | Dżakarta |
| maraton        | Agueda Amaral               | 3:03,53 h    | 12 grudnia 2003      | Hanoi    |
| pchnięcie kulą | Ana Maria                   | 10,01 m      | 10 marca 2005        | Dili     |

bieg na 3000 m z przeszkodami, bieg na 100 m przez płotki, bieg na 400 m przez płotki, skok wzwyż, skok o tyczce, skok w dal, trójskok, rzut dyskiem, rzut młotem, rzut oszczepem, siedmiobój, chód na 20 km, sztafeta 4 x 100 m, sztafeta 4 x 400 m - brak odnotowanych rezultatów

### mężczyźni
| konkurencja      | zawodnik           | rezultat     | data                 | miasto   |
| ---------------- | ------------------ | ------------ | -------------------- | -------- |
| 100 m            | J. Mezias          | 11,48 s      | 7 września 1994      | Dżakarta |
| 200 m            | J. Mezias          | 23,89 s      | 9 września 1994      | Dżakarta |
| 400 m            | Eduardo            | 53,86 s      | 7 września 1994      | Dżakarta |
| 800 m            | Bader Atamimi      | 1:56,6 min   | 19 października 1989 | Dżakarta |
| 1500 m           | Aries José Pariera | 3:57,70 min  | 22 maja 1993         | Dżakarta |
| 3000 m           | Júlio da Cruz      | 9:10,51 min  | 14 lipca 1990        | Dżakarta |
| 3000 m z przesz. | Aries José Pariera | 9:14,4 min   | 21 maja 1993         | Dżakarta |
| 5000 m           | Aries José Pariera | 14:35,17 min | 22 sierpnia 1997     | Dżakarta |
| 10 000 m         | Año Alves          | 31:22,21 min | 11 września 1996     | Dżakarta |
| maraton          | Aries José Pariera | 2:31:51 h    | 4 października 2002  | Bandung  |
| pchnięcie kulą   | I. Nyiman Sukesna  | 11,03 m      | wrzesień 1981        | Dżakarta |

bieg na 110 m przez płotki, bieg na 400 m przez płotki, skok wzwyż, skok o tyczce, skok w dal, trójskok, rzut dyskiem, rzut młotem, rzut oszczepem, dziesięciobój, chód na 20 km, chód na 50 km, sztafeta 4 x 100 m, sztafeta 4 x 400 m - brak odnotowanych rezultatów

## Halowe rekordy kraju

### Kobiety
| konkurencja | zawodniczka          | rezultat | data                 | miasto |
| ----------- | -------------------- | -------- | -------------------- | ------ |
| 1500 m      | Imes Borges da Silva | 5:11,99  | 31 października 2007 | Makau  |

### Mężczyźni
| konkurencja | zawodnik             | rezultat | data                 | miasto |
| ----------- | -------------------- | -------- | -------------------- | ------ |
| 400 m       | Idelfonso dos Santos | 1:00,01  | 30 października 2007 | Makau  |
| 3000 m      | Augusto Ramos Soares | 9:37,67  | 1 listopada 2007     | Makau  |

Pozostałe konkurencje – brak odnotowanych rezultatów